# Южная Болгария

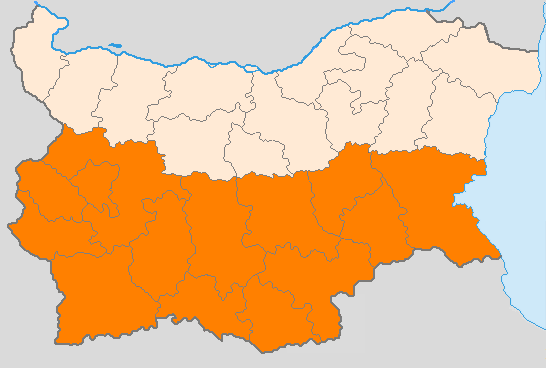
Южная Болгария (оранжевый)

Южная Болгария (болг. Южна България) — это территория, расположенная южнее главного хребта Балканских гор, который делит Болгарию на две части: северную и южную. Она граничит с Сербией на западе, Северной Македонией на юго-западе, Грецией на юге и Турцией на юго-востоке. Восточный рубеж Южной Болгарии омывается водами Чёрного моря.

## История
В древние времена линия Иречека служила границей между латинским языком на севере и древнегреческим на юге, деля Балканы на Северную и Южную Болгарию. После освобождения Болгарии в 1878 году, вся Северная Болгария вместе с областью Софии вошли в состав княжества Болгария, тогда как значительная часть Южной Болгарии оставалась под управлением Османской империи в составе автономной области Восточной Румелии вплоть до объединения Болгарии в 1885 году. Пиринская Македония вошла в состав Болгарии согласно Бухарестскому мирному договору 1913 года, а единственной территориальной прибавкой Болгарии по итогам Нёйиского мирного договора 1919 года после окончания Первой мировой войны стало небольшое приобретение на юге Сакара.

## География
Рельеф Южной Болгарии значительно разнообразнее, чем на севере страны. На востоке расположена Верхнефракийская низменность, тогда как на юге и западе возвышаются одни из самых высоких горных массивов Болгарии, включая Рилу, Пирин и Родопы. Кроме того, на западе встречаются менее высокие горы и долины, среди которых Витоша, Беласица, Осогово, Софийская котловина, Забалканские котловины и регион Краиште. Площадь Южной Болгарии составляет 62 414 кв. км, что соответствует примерно 56% всей территории страны. По данным на 2009 год, численность населения этого региона достигает 5 085 872 человек, что составляет около 63% от общего числа жителей Болгарии. Плотность населения здесь равна 81,5 чел./км². Крупнейшими городами Южной Болгарии являются столица страны София, Пловдив во Фракии и важный черноморский портовый город Бургас.

## Административное деление
На сегодняшний день Южная Болгария состоит из 14 областей:
- Благоевградская область
- Бургасская область
- Область Хасково
- Кырджалинская область
- Кюстендилская область
- Пазарджикская область
- Перникская область
- Пловдивская область
- Сливенская область
- Смолянская область
- Столичная область София
- Софийская область
- Область Стара-Загора
- Провинция Ямбол

Кроме того, Южная Болгария охватывает исторические регионы Фракии и Пиринской Македонии. Здесь также выделяются различные субрегионы, границы которых зачастую условны или пересекаются друг с другом, особенно на западе и юго-западе страны. Среди них: Чеч, район Шоп, Краиште, Бурел, Висок, Забардие, Знеполье, Граово, Осогово, Пиянец, Подгорье, Разлог, Рупчос, Тамраш и другие. Южная Болгария традиционно подразделяется на три крупных региона: Юго-Западную, Центральную Южную и Юго-Восточную Болгарию, хотя границы этих регионов могут варьироваться.